# UD Almería
Unión Deportiva Almería je španjolski nogometni klub iz grada Almeríe, Andaluzija. Klub je osnovan u 1989. godini, a trenutačno igra u Segundi División.

## Povijest
Almería je momčad koja je igrala u prvoj ligi između 1979. – 1981., ali je nestala 1982., te je ta momčad bila prethodnik UD Almeríe. 1989. godine, klub je osnovan pod nazivom Almería Club de Fútbol, ali je 2001. preimenovan u Union Deportiva Almería. Nakon jedne sezone igranja u drugoj ligi, ispali su u Segunda Division B i Tereceru Division. 
Nakon nekoliko sezona u drugoj ligi, završili su kao drugoplasirania momčad sezone 2006.-07. i izborili promociju u prvu ligu. Nakon nekoliko istaknutih nastupa, momčad je sezonu završila na visokom 8. mjestu. Tada je trener kluba Unai Emery koji je na kraju sezone u Valenciju, a najbolji strijelac kluba bio je Álvaro Negredo s 13 postignutih pogodaka.

## Uspjesi/prekretnice
- Promocija u druga liga 1994./95.
- Ispali u druga liga B 1996./97.
- Ispali u treća liga 1998./99.
- Promocija u second division B 1999./00.
- Promocija u second division 2001./02.
- Promocija u prva liga 2006./07.

- 6 sezona u La Liga
- 12 sezona u Segunda División
- 6 sezona u Segunda División B
- 2 sezone u Tercera División

## Poznati igrači
| - Juanlu - Julio Iglesias - Francisco - Roberto Peragón - José Ortiz - Álvaro Negredo - Carlos García - David Moreno - Bruno - David Cobeño - Albert Crusat - Fernando Soriano - Corona - Juanito - Aitor Alcalde - Toni Lima | - Ricardo Martínez - Alfonso Troisi - Juan Antonio Crespin - Nikola Milinković - Odair - Armindo - Marcelinho Paulista - Renato - Paulo Jamelli - Leandro - Diego Alves - Iriney - Matias Vidangossy - Mate Bilić - Ivica Barbarić - Gregorio Ela | - Jean-Louis Valois - Nicolas Sahnoun - Stéphane Pignol - Emmanuel Dorado - Ferenc Horváth - Ranko Popović - Sander Westerveld - Kalu Uche - Miguel Ángel Benítez - Aldo Adorno - Diego Barreto - Clemente - Eufemio - Óscar López - Julio dos Santos | - Santiago Acasiete - Miguel Rebosio - Constantin Gâlcă - Miodrag Anđelković - Veljko Paunović - Ricardo - Ljubomir Vorkapić - Severiano - Juan Carlos Lago - Cristian - Leonel Ríos - Roberto Nanni |

## Poznati treneri
- Paco Flores
- Unai Emery

## Vanjske poveznice
- Službena stranica